# The Thom Bell Sessions
The Thom Bell Sessions (MCA-13921) è un EP dell'artista britannico Elton John, distribuito dalla MCA Records.

## Il disco
L'album fu registrato nell'autunno del 1977; ufficialmente, Elton si era ritirato dalla scena musicale mondiale. Eppure si cimentò comunque nella registrazione di brani soul insieme al produttore Thom Bell, che aveva già collaborato con altri artisti importanti. 
Questa risultava essere un'esperienza nuova per John; fino ad allora egli aveva collaborato quasi esclusivamente con il produttore Gus Dudgeon e solamente con il paroliere Bernie Taupin. Da notare anche l'assenza della Elton John Band.
Thom Bell produsse quindi il disco, formato da sole tre tracce (nonostante fossero stati registrati anche altri pezzi), e scrisse anche uno dei brani (il singolo Are You Ready for Love) insieme al nipote Leroy Bell e a Casey James. Inizialmente era prevista l'incisione di un intero album ma poi il progetto fu accantonato e recuperato solo in parte due anni dopo con la pubblicazione dell'EP.
The Thom Bell Sessions fu pubblicato nel giugno del 1979; in quell'anno, la canzone Mama Can't Buy You Love raggiunse la 
nona posizione in classifica. Are You Ready for Love passò invece inosservata, prima di essere rispolverata con successo nel 2003.
Nel 1989 la MCA Records distribuì l'album The Complete Thom Bell Sessions (MCA-39115), contenente anche le altre tracce registrate da Elton John e da Thom Bell (sei in tutto).

## Tracce
Tutte le tracce sono state composte da Leroy Bell e Casey James, tranne dove specificato diversamente.
1. Mama Can't Buy You Love (L. Bell-C. James) - 4:03
2. Three Way Love Affair (L. Bell-C. James) - 5:31
3. Are You Ready for Love (L. Bell-T. Bell-C. James) - 8:31